# Южная Добруджа

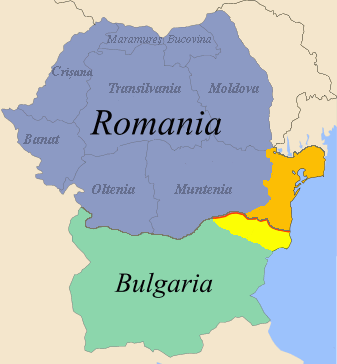
Южная Добруджа

Ю́жная До́бруджа (болг. Южна Добруджа, рум. Dobrogea de sud или Cadrilater/Кадрилатер, букв. «четырёхугольник») — область на северо-востоке современной республики Болгария.

## География
Представляет собой юго-западную часть историко-географического региона Добруджа. Площадь — 7 565 км², население около 358 000 человек. Находится на территории Добричской и Силистренской областей Болгарии.
Рельеф Добруджи холмист, со средними высотами 200—300 м. Плато Лудогорие занимает значительную часть болгарской части Добруджи.

## История и население
Гагаузы являлись коренными обитателями этих мест до начала XIX века. От окончательной ассимиляции[кем?] добруджанских гагаузов спасло то, что небольшая часть гагаузских крестьян переселилась в начале XIX на территорию Буджака (российской Бессарабии). Остатки гагаузов Добруджи были ассимилированы румынами на территории Румынии и болгарами на территории Болгарии.
Автономная Болгария контролировала Южную Добруджу в 1878—1913, а затем снова после 1940 уже в качестве полностью независимой страны. В 1913—1940 гг. Южную Добруджу контролировала суверенная королевская Румыния. Советское правительство в 1924 году выступало за передачу Южной Добруджи Болгарии.

### В составе королевской Румынии

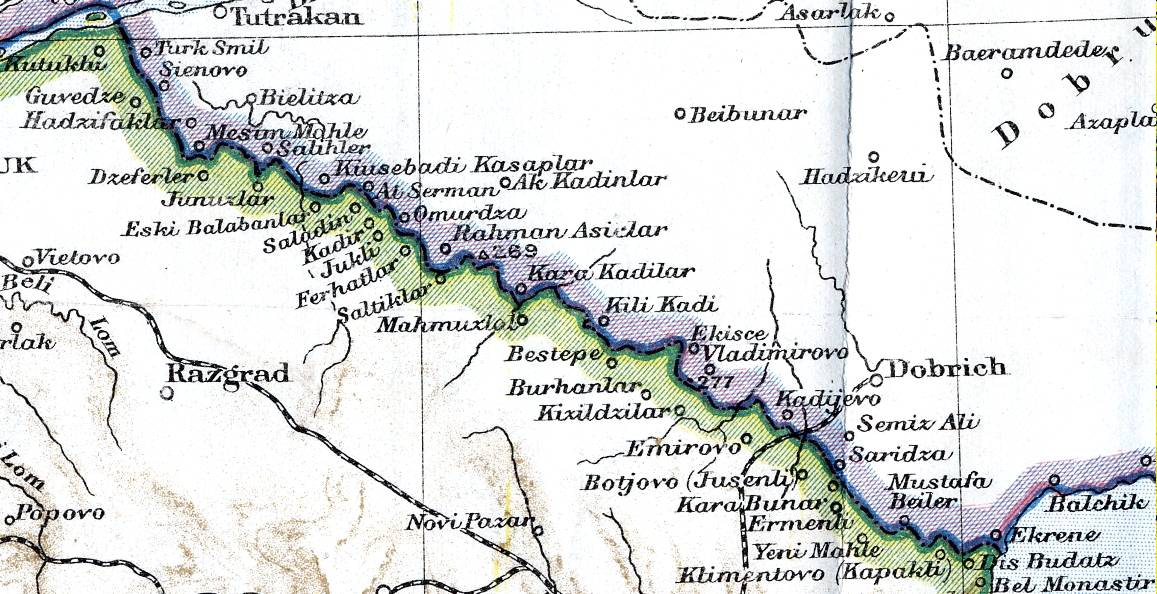
Румыно-болгарская граница с 1913 по 1940

Населённые пункты Южной Добруджи

В начале XX века Добруджа, в том числе Южная, продолжала иметь пёстрый национальный состав. Поэтому, получив Южную Добруджу в качестве компенсации за помощь в борьбе против Болгарии во Второй Балканской войне, власти Румынии приступили к политике румынизации. Доля румын, за счёт переселения сюда румын с Балкан, поднялась с 2,3 % до 26,2 % в период между 1910 и 1940 гг. Доля болгар значительно сократилась, несмотря на небольшой рост их абсолютной численности, хотя они по-прежнему составляли относительное большинство (37,1 %). Несмотря на уменьшение, число мусульман оставалось значительным. Среди них выделялись турки, дунайские татары, цыгане-мусульмане и даже добруджанские арабы. Румынские власти начали гонения на болгарский язык и культуру. В ответ на это в болгарской среде, подобно примеру ВМОРО, возникла Внутренняя добруджанская революционная организация, действовавшая в 1923—1940 гг. 
Румынские власти всеми силами пытались закрепиться в этом климатически благоприятном регионе: в районе Балчика, получившем славу как единственный город Румынии, «куда не приходит зима», королева Мария Эдинбургская (по национальности — англичанка) в 1921 году приказала возвести дворец «Тихое гнездо».
В настоящее время Румынии принадлежит только Северная Добруджа. Южная Добруджа была передана Болгарии согласно Крайовскому мирному договору в сентябре 1940 г. После подписания договора был произведен обмен титульными национальными меньшинствами. Парижские мирные договоры 1947 г. установили границы Болгарии по состоянию на 1 января 1941 г. 

### Переписи
Население Южной Добруджи по переписям 1910, 1930, 1940 и 2001 гг.:
| Национальность | 1910             | 1930             | 1940             | 2001              |
| -------------- | ---------------- | ---------------- | ---------------- | ----------------- |
| Всего          | 282.007          | 378.344          | 407.515          | 357.217           |
| Болгары        | 134.355 (47,6 %) | 143.209 (37,9 %) | 150.962 (37,1 %) | 248.382 (69,53 %) |
| Румыны         | 6.348 (2,3 %)    | 77.728 (20,5 %)  | 106.534 (26,2 %) | 591 (0,17 %)      |
| Турки          | 106.568 (37,8 %) | 129.025 (34,1 %) | 147.195 (36,1 %) | 76.992 (21,55 %)  |
| Татары         | 11.718 (4,2 %)   | 6.546 (1,7 %)    | (*)              | 4.515 (1,26 %)    |
| Цыгане         | 12.192 (4,3 %)   | ~ (0,8 %)        | (*)              | 25.127 (7,03 %)   |